# Алфред Ретклиф-Браун
Алфред Ретклиф-Браун (енгл. Alfred Radcliffe-Brown; Бирмингем, 17. јануар 1881 — Лондон, 24. октобар 1955) је био британски социјални антрополог који је развио теорије структуралног функционализма и коадаптације.

## Биографија
Алфред Реџиналд Ретклиф-Браун рођен Алфред Реџиналд Браун у Спаркбруку, Бирмингем, Енглеска, други син Алфред Брауна (у.1886), референта производње, и његове супруге Хане (рођена Ретклиф). Он је касније променио презиме, на Редклиф-Браун. Школовао се у “ Кинг Едвард“ школи, у Бирмингему, и Тринити универзитету, Кембриџу, дипломирао са првом класом почасти у моралним наукама Трипос. У току студија стекао је надимак "Анархија Браун" због његовог блиског интереса за списе анархо-комунизма и научника Петар Кропоткин.
Студирао је психологију под надзором В. Х. Р. Риверса, који га је са А. Ц. Хадоном, водио ка социјалној антропологији. У каснијем утицају отпутовао је у Андаман Исландс (1906-1908) и Западне Аустралије (1910-1912, са биологом и писцем Е. Л. Грант Ватсоном и Дејзи Бејтсом) да спроведе рад на терену у функционисању друштава тамо, служећи му као инспирација за његове касније књигаме“ Андаман острвљани“(1922) и „Друштвене организација аустралијских племена“(1930). Међутим на састанку Британског удружења за унапређење науке, у Мелбурну је био оптужен од стране Дејзи Бејтса, за копирање њеног рада из 1914. године.
У 1916. је постао директор образовања у Тонги, а 1920. преселио се у Кејптаун да постане професор социјалне антропологије, оснивајући“Школу Афричког живота“. Даља универзитетска именовања била су на универзитету у Кејптауну (1920-25), универзитету у Сиднеју (1925-31) и универзитету у Чикагу (1931-37). Међу његовим најистакнутијим ученицима током година на универзитету у Чикагу је Сол Пореска и Фред Еган. После ових различитих далеких именовања, он се коначно вратио у Енглеску 1937. године да преузме звање ј првог преседавајућег кад је реч о социјалној антропологији на Оксфорду 1937. Године где је био до одласка у пензију 1946. Умро је у Лондону 1955.

## Његов рад
Он је описан као класик у односу на Бронислава Малиновског који је романтик. Редклиф-Браун је довео француску социологију (тј. учење Емила Диркема) британској антропологији, градећи значајну базу концепата за развој етнографије. Под великим утицајем рада Емила Диркема, видео је институције као кључ за одржавање глобалног друштвеног поретка, аналогно органима у  телу, а његове студије социјалне функције испитују како царинска помоћ одржава укупну стабилност друштва.

### Концепт функције
Редклиф-Браун је често повезиван са функционализмом, и многи су сматрали да је оснивач структуралног функционализма. Ипак, Редклиф-Браун је оштро порекао да је функционалиста, и истакао да треба разликовати његов концепт функције од оног код Малиновског, који је отворено заговарао функционализам. Док је функционализам Малиновског тврдио да се друштвене праксе могу директно објаснити преко њихових способности да задовоље основне биолошке потребе, Редклиф-Браун их је одбацио као неосноване. Уместо тога, под утицајем процеса филозофије Алфреда Нортх Витехеада, он је тврдио да су основне јединице антропологије, процеси људског живота и интеракције. Зато што су по дефиницији карактерише сталном кретању, шта тражи објашњење, а то је појава стабилности. Зашто, Редклиф-Браун се питао, да ли би неки обрасци друштвених пракси били понављени, па чак и да постану фиксни? Он је сматрао да је потребно да се други правци, не смеју ући у сукобу са њима превише; и да у неким случајевима, може се десити да расте подршка између пракси, појам је назвао 'коадаптација', која произилази из термина у биологији. Функционална анализа, онда, је био само покушај да се објасни како стабилност у откривању пракса успева да одржи ту стабилност; "функција" праксе је била само у одржавању укупних друштвених структура, утолико што је постојала стабилна социјална структура (Редклиф-Браун 1957). Ово је далеко од "функционалног објашњења ' за Карла Хемпела и других. Такође се јасно разликује од Малиновског појма функције, тачка која се често игнорише од стране клеветника Редклиф-Брауна.

### Концепт социјалне струкуре
Док Леви-Строс (1958) тврди да су социјална структура и друштвени односи, теоријске конструкције које се користе за моделирање друштвеног живот, Редклиф-Браун се самоделимично сложио
 "да кажем да учења о друштвеним структурама нису потпуно иста ствар као и кад бих рекао да учимо друштвене односе, што је како неки социолози дефинишу свој предмет Посебан друштвени однос између две особе (. осим Адама и Еве у рајском врту ) постоји само као део широке мреже друштвених односа, укључујући многе друге особе, и то је та мрежа коју ја сматрам као предмет наше истраге. Свестан сам, наравно, да је израз" друштвена структура " коришћен у великом броју различитих значења, неки од њих врло нејасно. " 
 "То, нажалост, важи и за многе друге термине које најчешће користе антрополози. Избор термина и њихове дефиниције је ствар научне погодности, али једна од карактеристика науке, чим је прошао први формативни период, је постојање техничких термина који се користе у истом прецизном значењу, од стране свих студената те науке. По овом тесту, жао ми је што морам да кажем, социјална антропологија још није формирана наука. *
Поред идентификовања апстрактних односа између друштвених структура, Редклиф-Браун се залаже за значај појма "укупне друштвене структуре", што је збир друштвених односа у датој друштвеној јединици анализе током одређеног периода. Идентификација "функција" друштвених пракси је требало да буде релативна у односу на укупну друштвену структуру. Леви-Строс је видео социјалну структуру као модел.*

## Еволуционизам, дифузионизам и улога социјалне антропологије
Главни преглед у студији племенских друштава био је да сва друштва следе неотрован пут ('еволуционизам'), и да зато "примитивна" друштва могла бити схваћена као раније фазе на том путу; Насупрот томе, 'модерна' друштва садрже остатке старијих облика. Други став је био да друштвене праксе имају тенденцију да се развију само једном, и да стога сличности и разлике између друштава се могу објаснити као историјска реконструкција интеракције између друштава ("дифузионизам '). Према оба ова погледа, прави начин да се објасне разлике између племенских друштава и модерних друштава је историјска реконструкција.
Редклиф-Браун је одбацио оба погледа због нестабилне природе историјских реконструкција. Уместо тога, он се залагао за коришћење компаративне методе како би пронашли правилности у људским друштвима и тако изградити истинска научна сазнања друштвеног живота.
"За социјалну антропологију, задатак је да формулише и потврди изјаве о условима постојања друштвених система (закони социјалне статике) и правилности које су видљиве у друштвеним променама (закони друштвене динамике). То може да уради само систематском употребом компаративне методе, и једино оправдање те методе је очекивање да ће нам пружити резултатима ове врсте, или, како Боас наводи, да ће нам пружити знања о законима друштвеног развоја. То ће бити само у интегрисаној и организованој студији у којој историјске студије и социолошке студије су комбинование, да ћемо бити у стању да постигнемо право разумевање развоја људског друштва"
У том смислу, Редклиф-Браун се залаже за "природне науке друштва". Он је тврдио да је независна улога социјалне антропологије овде, одвојена од психологије, мада не у сукобу са њом. То је зато што је психологија требало да буде проучавање појединих менталних процеса, док је социјална антропологија ту да проучи процес интеракције између људи (социјални односи). Тако је тврдио за принципијелне онтолошке разлике између психологије и социјалне антропологије, на исти начин као што би се могло тврдити за принципијелну разлику између физике и биологије. Штавише, он је тврдио да постојеће друштвене научне дисциплине, са могућим изузетком лингвистике, су биле произвољне; Једном кад је наше знање друштва задовољено, тврдио је он, ми ћемо бити у стању да формирамо под облике антропологије који се врте око релативно изолованих делова друштвене структуре. Али без интензивних научних знања, немогуће је знати где треба повући те границе.

## Етнографија
Редклиф-Браун спроводи теренски рад на Андаман острвима, Аустралији, и другде. На основу овог истраживања, он је интензивно допринео антрополошким идејама о сродству, и критиковао Леви-Стросову торију савеза . Он је такође извео структуралне анализе митова, укључујући их на основу концепта бинарних разлика и дијалектичке опозиције, идеју касније поновљену од стране Леви-Стросова.

## Критике
Редклиф-Браун је често критикована због неуспеха да размотри утицај историјских промена у друштвима која је проучавао, посебно промена која је донела колонијализам, али се сада сматра, заједно са Брониславом Малиновски, као отац модерне социјалне антропологије.

## Избор публикација Ретклифа Брауна
- •	1922,“Андаман острвљани“;студије социјалне антропологије
- •	1931, „Социјална организација аустралијских племена“.
- •	1952, „Структура и функција примитивног друштва“
- •	1957, „Природна наука друштва“